# Glenea discoidalis
Glenea discoidalis é uma espécie de escaravelho da família Cerambycidae. Foi descrita por Francis Polkinghorne Pascoe em 1867. É conhecida a sua existência na Malásia e Bornéu.